# Газизов, Ринат Загидуллович
Рина́т Загиду́ллович Гази́зов (род. 5 апреля 1962, Киров) — художник-постановщик, художник-мультипликатор, режиссёр-мультипликатор, режиссёр, сценарист. Член Академии кинематографических искусств «Ника».

## Биография
Ринат Газизов родился 5 апреля 1962 года в Кирове. Окончил Кировское художественное училище, затем в 1986 году — Ленинградское высшее художественно-промышленное училище имени В. И. Мухиной.
C 1986 по 1990 год работал на кино-студии научно-популярных и учебных фильмов «Леннаучфильм» в цехе мультипликации.
В 1990—1992 г.г. учился на Высших курсах сценаристов и режиссеров (маст. Э. В. Назарова).
Работал художником-карикатуристом в газетах «Смена» и «Вечерний Ленинград».
С 1994 года — в рекламе и шоу-бизнесе. Автор более 60 рекламных роликов и 15 видеоклипов (в том числе для В. Меладзе, Н. Королёвой, И. Салтыковой, Д. Маликова). Принимал участие в создании клипа песни Ф. Киркорова «Зайка моя», который в 1997 году был удостоен Премии «Овация».
Как художник оформлял книги для детей.
В 2001 году снимался в фильме из цикла «Мир анимации или анимации мира».
В 2003 году вместе с семьёй переехал в Лос-Анджелес, США.
Дочь — аниматор, режиссёр, художник-постановщик Газизова, Карина Ринатовна.

## Фильмография

### Режиссёр
- 1988 — «Очень маленькие трагедии» (к/а) (анимационный)
- 1990 — «Полночные игры» (мультфильм)
- 1990 — «Попрыгушки» (мультфильм)»
- 1991 — «Лифт-3» (к/а) (анимационный) — совместно с И. Ковалевым, М. Алдашиным, А. Татарским, М. Тумелей
- 1991 — «Шиз» (мультфильм)
- 1992 — «Введение» (мультфильм)
- 1992 — «Верблюд» (в цикле Происхождение видов) (анимационный)
- 1992 — «Интродукция» (мультфильм)
- 1992 — «Происхождение видов» (мультфильм)
- 1993 — «Зебра» (в цикле Происхождение видов) (анимационный)
- 1993 — «Осьминог» (в цикле Происхождение видов) (анимационный)
- 1993 — «Такса» (в цикле Происхождение видов) (анимационный)
- 1994 — «Исторические анекдоты» (мультфильм)
- 1998 — «Муха-Цокатуха» (мультфильм)
- 2009 — «Похождения бравого солдата Швейка»
- 2011 — «Машины сказки»
- 2013 _ "Травяные Приключения" (в цикле Бабушка) (анимационный)
- 2013 - "Травяные Приключения" (в цикле Цирк) (анимационный)
- 2014 — «Машкины страшилки»
- 2015 — «Ангел Бэби»
- 2015 - "Цветочница"
- 2018 — «Царевны» (в цикле Огненные шарики) (анимационный)
- 2018 — «Царевны» (в цикле Тетрадь желаний) (анимационный)
- 2020 — «Оранжевая корова» (в цикле Пустяки)
- 2021 — «Простоквашино» (в цикле Как вырастить гения)
- 2021 — «Простоквашино» (в цикле Свидание)
- 2021 — «Оранжевая корова» (в цикле Веди нас, Миша)
- 2021 — «Оранжевая корова» (в цикле На север!)
- 2021 — «Простоквашино» (в цикле Радио дядя)
- 2022 — «Простоквашино» (в цикле Шоколадное безумие)
- 2022 — «Простоквашино» (в цикле Сила рекламы)
- 2022 — «Простоквашино» (в цикле Последний писк)
- 2022 — «Простоквашино» (в цикле Суперцветик)
- 2023 — «Простоквашино» (в цикле Два Матроскина)
- 2023 — «Простоквашино» (в цикле Страшная правда)

### Сценарист
- 1988 — «Очень маленькие трагедии» (к/а) (анимационный) — автор сценария
- 1990 — «Попрыгушки» (мультфильм) — автор сценария
- 1991 — «Шиз» (мультфильм) — автор сценария
- 1992 — «Введение» (мультфильм) — автор сценария
- 1992 — «Верблюд» (в цикле Происхождение видов) (анимационный) — автор сценария
- 1992 — «Интродукция» (мультфильм) — автор сценария
- 1992 — «Происхождение видов» (мультфильм) — автор сценария
- 1993 — «Осьминог» (в цикле Происхождение видов) (анимационный) — автор сценария
- 1993 — «Такса» (в цикле Происхождение видов) (анимационный) — автор сценария
- 1994 — «Исторические анекдоты» (мультфильм) — автор сценария
- 1998 — «Муха-Цикатуха» (мультфильм) — автор сценария
- 2011 — «Машины сказки» — автор сценария[источник не указан 1768 дней]
- 2015 - "Цветочница"

### Художник
- 1990 — «Попрыгушки» (мультфильм)
- 1991 — «Шиз» (мультфильм)
- 1992 — «Интродукция» (мультфильм)
- 1998 — «Муха-Цикатуха» (мультфильм)
- 2011 — «Машины сказки»
- 2014 — «Машкины страшилки»

### Оператор
- 1992 — «Введение» (мультфильм)

### Художник-постановщик
- 1988 — «Очень маленькие трагедии» (к/а) (анимационный)
- 1992 — «Введение» (мультфильм)
- 1992 — «Происхождение видов» (мультфильм)
- 1994 — «Исторические анекдоты» (мультфильм)

### Аниматор
- 1992 — «Верблюд» (в цикле Происхождение видов) (анимационный)
- 1992 — «Происхождение видов» (мультфильм)
- 1993 — «Зебра» (в цикле Происхождение видов) (анимационный)
- 1993 — «Осьминог» (в цикле Происхождение видов) (анимационный)
- 1993 — «Такса» (в цикле Происхождение видов) (анимационный)
- 2013 - (( Травяные Приключения )) (в цикле Бабушка) (анимационный)
- 2013 - (( Травяные Приключения )) (в цикле Цирк) (анимационный)
- 2016 - (( Травяные Приключения Новые Приключения)) (в цикле Школа Волшебства Миссис Круссан (анимационный)
- 2017 - (( Травяные Приключения Новые Приключения)) (в цикле Поварская История (анимационный)
- 2018 — «Царевны» (в цикле Огненные шарики) (анимационный)
- 2018 — «Царевны» (в цикле Тетрадь желаний) (анимационный)[источник не указан 1768 дней]

### Продюсер
- 2002 — «Неваляшка» (мультфильм) — продюсер
- 2002 — «Птичка» (мультфильм) — продюсер

## Признание и награды
- 1993 — МКФ «КРОК» (Спец. приз, фильм «Происхождение видов»)
- 1994 — Премия «Ника» (За лучший анимационный фильм, фильм «Происхождение видов»)